# Дмитриев, Иван Николаевич (генерал)
Иван Николаевич Дмитриев (19 апреля 1901, Верхне-Уфалей, Челябинская область, Российская империя — 10 июля 1963, Феодосия, Крымская область, Советский Союз) — советский военный деятель, командир 12-й железнодорожной артиллерийской бригады Тихоокеанского флота, генерал-майор.

## Биография
В 1914 окончил двухклассное министерское училище. После этого работал конторщиком, инструктором по внешкольному и профтехническому образованию. Вступил в РКП(б) в 1920.
С февраля 1922 года по ноябрь 1924 года служил рядовым, политруком и военкомом на бронепоезде № 98 «Советская Россия», бронепоезде № 27 «Буря», в отряде бронедрезин № 2 «Гарфорда». С 1924 по 1932 проходил службу в Шлиссельбургской группе береговых батарей, в форте «Красная Горка» и в других подразделениях артиллерии береговой обороны Краснознамённого Балтийского флота.
В 1935 году окончил Особый курс Военно-морской академии имени К. Е. Ворошилова. С июля 1935 по октябрь 1939 служил в Керченском, Южно-Кавказском и Северо-Западном укрепленных районах Черноморского флота. С декабря 1939 по июнь 1941 являлся начальником НИМАП (Ржевского артиллерийского полигона).
С июля 1935 по 1937 гг. комендант и военком Керченского укрепленного района Черноморского флота, исполнял должность коменданта Южно-Кавказского укрепленного района Черноморского флота. С 1937 по 1939 гг. комендант Северо-Западного укрепленного района Черноморского флота.
На Ханко, на должность коменданта сектора береговой обороны прибыл за неделю до начала Великой Отечественной войны и оставался там до последнего дня пребывания гарнизона советской военно-морской базы. Командовал 1-й морской железнодорожной артиллерийской бригадой. Руководил операцией по захвату острова Хорсен и другими островными операциями.
После участия в защите Ленинграда, с февраля 1944, был назначен командиром 12-й железнодорожной артиллерийской бригады Тихоокеанского флота.
С июня 1947 года заместитель начальника Государственного центрального полигона (ГЦП) Министерства ВС СССР — начальник III Управления этого ГЦП (г. Феодосия), с 1949 по 1959 гг.- начальник Полигона № 4 ВМС СССР (бывшее III Управление ГЦП). Похоронен на Старом кладбище города Феодосии.

### Звания
- Генерал-майор береговой службы с переаттестацией на генерал-майора (21 мая 1941 года).

### Награды
- Орден Ленина;
- Четыре ордена Красного Знамени;
- Орден Отечественной войны 1 степени;
- Орден Александра Невского;
- Два ордена Красной Звезды;
- Медали.